# Ghosting
Ghosting é um termo coloquial usado para designar o término repentino de um relacionamento com uma pessoa sem qualquer explicações ou aviso e, posteriormente, ignorar quaisquer tentativas de contato ou comunicação feita por essa pessoa. Este termo vem do inglês e é derivado da palavra ghost, que significa fantasma em português. O termo se originou no início dos anos 2000, geralmente referindo-se a namoros e relacionamentos românticos. Na década seguinte, a mídia relatou um aumento em ghosting, que foi atribuído ao crescente uso de mídias sociais e aplicativos de namoro. O termo também se expandiu para se referir a práticas semelhantes entre amigos, familiares, empregadores e empresas.
A causa mais comum de ghosting em um relacionamento pessoal é evitar desconforto emocional no relacionamento. Uma pessoa que dá ghosting geralmente tem pouco reconhecimento de como isso fará a outra pessoa se sentir. Ghosting está associado a efeitos negativos na saúde mental da pessoa que é vítima e foi descrito por alguns profissionais de saúde mental como uma forma passivo-agressiva de crueldade ou abuso emocional.

## Origem do termo
O termo é usado no contexto de trocas pela Internet e tornou-se popular em 2015 através de muitos artigos sobre dissolução de relacionamentos de celebridades de alto perfil, quando passou a ser amplamente utilizado. Tem sido assunto de muitos artigos e discussões sobre namoro e relacionamentos em vários meios de comunicação. Foi incluído no Collins English Dictionary em 2015.

## Na cultura popular
Ghosting parece estar se tornando mais comum. Várias explicações foram sugeridas, mas a mídia social é frequentemente culpada, assim como aplicativos de namoro, política polarizada e o relativo anonimato e isolamento na cultura moderna de namoro e ficares, que facilitam o corte do contato com poucas repercussões sociais. Além disso, quanto mais comum o comportamento se torna, mais os indivíduos podem se tornar insensíveis a ele.

## Nas relações pessoais
As pessoas dão ghosting nos relacionamentos principalmente como uma forma de evitar o desconforto emocional que estão tendo no relacionamento e geralmente não pensam em como isso fará com que a outra pessoa se sinta. Uma pesquisa do BuzzFeed indicou que 81% das pessoas que deram ghosting o fizeram porque "não estavam a fim" da pessoa, 64% disseram que a pessoa que eles deram ghosting fez algo que não gostaram e 25% afirmaram que estavam com raiva da pessoa. Quando um relacionamento é online e há poucas conexões sociais mútuas no relacionamento, as pessoas estão mais inclinadas a dar ghosting devido à falta de consequências sociais. Com o ghosting se tornando mais comum, muitas pessoas se tornaram insensíveis a ele, tornando-as mais propensas a participar do ghosting. Além disso, de acordo com a psicóloga Kelsey M. Latimer, as pessoas que dão ghosting nos relacionamentos são mais propensas a ter traços de personalidade e comportamentos egocêntricos, evasivos e manipuladores. No entanto, o ghosting também pode ser um sinal de autoisolamento visto em pessoas com depressão, tendências suicidas ou recaídas em um vício. Há pesquisas limitadas diretamente sobre o efeito do ghosting na pessoa que o recebe. No entanto, estudos indicaram que ghosting é considerado a maneira mais dolorosa de terminar um relacionamento em comparação com outros métodos, como o confronto direto. Demonstrou-se também que causa sentimentos de ostracismo, exclusão e rejeição. Além disso, a falta de sugestões sociais juntamente com a ambiguidade pode causar uma forma de desregulação emocional na qual uma pessoa se sente fora de controle. Alguns profissionais de saúde mental consideram o ghosting como uma forma passivo-agressiva de abuso emocional, um tipo de tratamento silencioso ou comportamento de stonewalling e crueldade emocional.
Em seu artigo, "In Defense of Ghosting" (Em Defesa do Ghosting), Alexander Abad-Santos afirma: "o que mina essas diatribes contra o ghosting é que... [nós] sabemos o que aconteceu com a pessoa em que se foi dada ghosting. Simplesmente não deu certo e às vezes não conseguimos aceitar". Ele continua: "no fundo, o ghosting é tão claro quanto qualquer outra forma de rejeição. A razão pela qual reclamamos é porque queríamos um resultado diferente... o que é totalmente compreensível."
No entanto, esse argumento não leva em conta a ambiguidade inerente em dar ghosting — a pessoa que está levando ghosting não sabe se está sendo rejeitada por algo que ela ou outra pessoa fez, se a pessoa que está fazendo isso tem vergonha ou não sabe como terminar (ou tem medo de ferir sentimentos). Além disso, a pessoa que está dando ghosting pode simplesmente não querer mais namorar a vítima ou pode ter começado a namorar outra pessoa enquanto mantém a vítima como opção reserva caso este outro relacionamento não dê certo. A pessoa também pode estar enfrentando sérios problemas em suas vidas. Pode se tornar impossível dizer qual o motivo do ghosting, tornando-o estressante e doloroso.
Uma pesquisa de 2018 determinou que as mulheres, independentemente da geração, eram muito mais propensas a dar ghosting do que os homens.

## No mercado de trabalho
Ghosting no mercado de trabalho geralmente se refere a uma pessoa que faz uma entrevista para um emprego e é levada a acreditar que há uma chance de conseguir o emprego, e então nenhum reconhecimento do cargo a ser preenchido é transmitido ao entrevistado.
O termo também tem sido usado em referência a pessoas que aceitam ofertas de emprego e cortam o contato com o empregador em potencial, bem como funcionários que deixam seus empregos sem aviso prévio.

## Termos e comportamentos relacionados
Enquanto "ghosting" se refere a "desaparecer da vida de uma pessoa especial misteriosamente e sem explicação", vários comportamentos semelhantes foram identificados, que incluem vários graus de conexão contínua com um alvo. Por exemplo, "Caspering" é uma "alternativa amigável ao ghosting. Em vez de ignorar alguém, você é honesto sobre como se sente e os desaponta suavemente antes de desaparecer de suas vidas". Depois, há o sentimental e positivo, mas também de origem fantasmagórica, Marleying, que é "quando um ex entra em contato com você no Natal do nada". "Cloaking" é outro comportamento relacionado que ocorre quando uma pessoa bloqueia você em todos os aplicativos e não aparece em um encontro que foi marcado. O termo foi cunhado pela jornalista do Mashable, Rachel Thompson, depois que ela foi convidada para um encontro pelo Hinge e depois bloqueada em todos os aplicativos.

## Pesquisa
Em 2014, uma pesquisa da YouGov foi realizada para ver se os estadunidenses já deram ghosting em seu parceiro para terminar um relacionamento. Em uma pesquisa de 2014, 1 000 adultos estadunidenses foram entrevistados sobre ghosting, com resultados mostrando que pouco mais de 10% dos estadunidenses deram ghosting em alguém para terminar com eles.